# ياغلي قجه زاده محمد أمين زاده
ياغلي قجه زاده محمد أمين زاده (بالتركية: Yağlıkçızade Mehmed Emin Paşa)‏ كان الصدر الأعظم للدولة العثمانية في الفترة ما بين أكتوبر 1768 حتى 12 أغسطس 1769.